# Don't Come Easy
Don't Come Easy é uma canção do cantor Isaiah Firebrace. Representou a Austrália no Festival Eurovisão da Canção 2017.
Foi a terceira canção a ser interpretada, na 1ª semi-final a seguir a canção da Geórgia "Keep the Faith" e antes da canção da Albânia "World". Terminou a competição em 6º lugar com 160 pontos, conseguindo passar à final.
Na final, foi a décima-quarta canção a ser interpretada, a seguir a canção da Croácia "My Friend" e antes da canção da Grécia "This Is Love". Terminou a competição em 9º lugar (entre 26 participantes) com 173 pontos.

## Faixas e formatos
| Download digital |                   |         |  |
| N.º              | Título            | Duração |  |
| 1.               | "Don't Come Easy" | 3:07    |  |

| 7th Heaven Remix |                   |         |  |
| N.º              | Título            | Duração |  |
| 1.               | "Don't Come Easy" | 5:52    |  |

## Lista de posições
| Lista (2017)                                  | Melhor posição |
| --------------------------------------------- | -------------- |
| Austrália (ARIA)                              | 69             |
| Bélgica (Ultratip Bubbling Under de Flandres) | 47             |
| Suécia (Sverigetopplistan)                    | 50             |

## Lançamento
| País  | Data                   | Formato          | Editora                          |
| ----- | ---------------------- | ---------------- | -------------------------------- |
| Mundo | 9 de fevereiro de 2017 | Descarga digital | Sony Music Entertainment Germany |